# 대덕면 (안성시)
대덕면(大德面)은 대한민국 경기도 안성시의 면이다.

## 개요
- 조선시대 면폐합 당시 죽촌, 금곡, 소촌, 견내면 4개면
- 1914년 조선총독부령에 행정구역 폐합으로 인하여 4개면을 안성군 대덕면으로 통합 개칭
- 1997년 6월 6일 건지리, 소현리, 모산리 일부 안성읍에 편입 (810세대, 2,620명)
- 1998년 4월 1일 안성시 승격과 함께 안성시 대덕면[1]으로 개칭.

## 행정 구역
- 명당리(明堂里)
- 무능리(舞陵里)
- 삼한리(三閑里)
- 소내리(素內里)
- 소현리(蘇峴里)
- 진현리(辰峴里)
- 대농리(大農里)
- 토현리(兎峴里)
- 보동리(湺東里)
- 건지리(乾芝里)
- 모산리(茅山里)
- 신령리(新令里)
- 내리(內里)
- 죽리(竹里)

## 교육
- 중앙대학교 다빈치캠퍼스
- 광덕초등학교 (내리)
- 대덕초등학교 (모산리)
- 명덕초등학교 (진현리)
- 어울초등학교 (신령리)

## 관광
- 굴암사
- 안성맞춤박물관